# Agustín Lazo Adalid
Agustín Lazo Adalid (* 1896 in Mexiko-Stadt; †  1971 ebenda) war ein mexikanischer Künstler, Bühnenmaler, Kostümbildner und Dramaturg. Er wird von vielen Kunstforschern als Pionier des Surrealismus in der mexikanischen Malerei gesehen.

## Biografie
Lazo stammte väter- und mütterlicherseits aus prominenten mexikanischen Familien, absolvierte die Escuela Nacional Preparatoria und begann seine malerische Ausbildung an der von Alfredo Ramos Martínez 1913 gegründeten Escuela al Aire Libre de Pintura von Santa Anita Zacatlamanco, Iztapalapa und besuchte ab 1917 gemeinsam mit Rufino Tamayo, Julio Castellanos und Gabriel Fernández Ledesma die Escuela Nacional de Bellas Artes. In dieser Zeit assistierte er Saturnino Herrán und ging erstmals 1922 nach Europa, wo er Museen in Frankreich, Italien, Deutschland und Belgien besuchte und Kontakt zur dortigen Avantgarde-Bewegung bekam. Zwischenzeitlich hielt er sich in Mexiko auf, hatte dort 1926 seine erste Einzelausstellung und wohnte dann nochmals von 1928 bis 1930 in Paris. Die europäische Malerei beeinflusste ihn unter den mexikanischen Malern nach Meinung vieler Kunstforscher in den Jahren von 1930 bis 1945 wohl am meisten. Sein Stil wurde zeitweise mit dem von Celestino Gorostiza verglichen. Lazo gehörte zur sogenannten „Grupo sin Grupo“ der Los Contemporáneos. 1982 fand postum eine Ausstellung für ihn im Museo Nacional de Arte statt. Lazo war Geliebter von Xavier Villaurrutia. Er arbeitete als Bühnenmaler und Kostümbildner am Teatro Ulises und am Orientación in Mexiko-Stadt sowie am Teatro Hidalgo. In Mexiko-Stadt lehrte er auch Malerei an der Escuela Nacional de Pintura, Escultura y Grabado „La Esmeralda“ und am Instituto Nacional de Bellas Artes.